# Arigany
L'arigany (Morchella conica), també conegut com a múrgola negra i múrgola cònica, és una espècie de fong ascomicot de l'ordre dels pezizals (Pezizales). Produeix un bolet comestible molt apreciat, però s'ha de cuinar bé ja que cru és tòxic.

## Descripció
No fa més de 12 cm d'alçària. El conjunt és buit. Barret cònic, adherit al peu, amb alvèols ben marcats constituïts per un enreixat de costelles verticals -més gruixudes- i horitzontals -més primes-, d'un bru groguenc que tendeixen a ennegrir-se. El peu és blanc solcat de dalt a baix, tan gruixut com el capell, bastant regular o bé engruixit al capdamunt. La carn és prima, fràgil, blanquinosa, fa una olor suau i de gust és dolç.

## Hàbitat
Surt a la primavera (des de finals del març fins a mitjans del maig), a la muntanya mitjana, en boscos aclarits o cremats i habita, generalment, els marges dels rius.

## Ús gastronòmic
És comestible i d'una qualitat excel·lent sempre que hom tingui la precaució de cuinar-lo molt bé, ja que, en cru, resulta tòxic (conté hemolisina). Hom el considera la millor de les múrgoles i pot guardar-se sec per a ésser consumit fora de temporada.

## Risc de confusió amb altres espècies
Les possibles confusions d'aquest bolet no comporten cap perill perquè només pot prendre's per altres espècies de rabassoles, les quals són comestibles i apreciades.